# نوال الهوساوي
نوال الهوساوي، هي طيارة وناشطة ضد العنصرية والعنف المنزلي سعودية.
لقّبت بروزا باركس السعودية. نشأت نوال الهوساوي في مدينة مكة وتزوجت من أمريكي. حاصلة على رخصة طيار تجاري، ومستشارة الصحة العقلة والزواج. لديها ما يزيد عن 50,000 متابع على تويتر.

## وصلات خارجية
- Kaiciid.org